# .рф
‎.рф دامنهٔ غیر انگلیسی است که برای کشورهای فدراسیون روسیه و خط سیریلیک استفاده می‌شود. این دامنه، فقط از الفبای سیریلیک پشتیبانی می‌کند و از ۱۳ مه ۲۰۱۰ قابل استفاده شده بود.